# Novembre 1797

## Événements
- 12 novembre, France : l'assiette et la perception des impôts sont confiées dans chaque département à une agence des Contributions directes composée d'agents de l'État.

- 28 novembre : ouverture du second congrès de Rastatt pour déterminer les compensations à accorder aux princes allemands dépossédés de territoires sur la rive gauche du Rhin ; il n'aboutit pas à cause de l'assassinat de deux négociateurs français le 28 avril 1799[1].

## Naissances
- 1er novembre : Théodore Morawski, homme politique et insurgé polonais († 21 novembre 1879).
- 14 novembre : Charles Lyell géologue britannique († 22 février 1875).
- 29 novembre : Gaetano Donizetti, compositeur italien († 8 avril 1848).

## Décès
- 16 novembre : mort du roi de Prusse Frédéric-Guillaume II